# Йоан XXIII (антипапа)
Йоан XXIII (Балтазар Коса) е пизански пират получил през 15 век папското място и запазил го в продължение на 5 години, преди да бъде отстранен на събора в Констанц.
Преди да стане папа Коса се занимава с пиратство в Средиземно море, като напада търговски кораби в района на о. Сицилия. През този период католическата църква се разкъсва от вътрешни борби и корупция. Възкачването на Балтазар Коса на папския престол е белег на дълбокия упадък на папската институция. Действията му са толкова неприемливи от църквата, че е обявен за антипапа и престоят му на светия престол не се признава за легитимен от Ватикана. Поради тази причина през 1958 г. Анджело Ронкали приема отново името Йоан XXIII. Погребан е в баптистерия „Сан Джовани Батиста“ във Флоренция. Гробницата му е дело на Донатело и Микелоцо.